# (55790) 1993 RP15
(55790) 1993 RP15 là một tiểu hành tinh vành đai chính. Nó được phát hiện bởi Henri Debehogne và Eric Walter Elst ở Đài thiên văn La Silla ở Chile ngày 15 tháng 9 năm 1993.